# Silene linae
Silene linae är en nejlikväxtart som beskrevs av Gilbert François Bocquet. Silene linae ingår i släktet glimmar, och familjen nejlikväxter. Inga underarter finns listade i Catalogue of Life.